# 默恰埃沃峰
默恰埃沃峰（英語：Marchaevo Peak）是南極洲的山峰，位於葛拉漢地，屬於扎格列歐斯嶺的一部分，處於杜格爾扎夫峰東北面10.9公里和沃爾克山東南面7.85公里，海拔高度1,100米，以保加利亞西部鄉鎮命名。
64°51′21″S 61°52′56″W / 64.85583°S 61.88222°W

## 外部連結

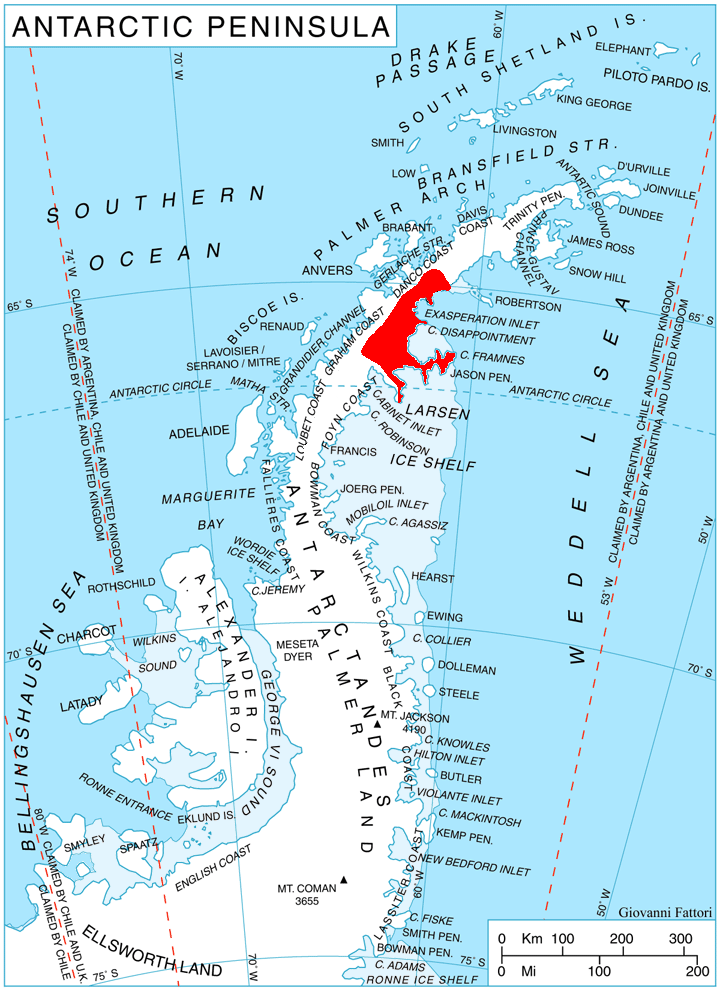

- Marchaevo Peak. （页面存档备份，存于） SCAR Composite Antarctic Gazetteer.